# Wife Swap
Wife Swap är ursprungligen ett brittiskt TV-program där två kvinnor från två olika hushåll byter familjer under två veckors tid. Programmet har exporterats till flera länder och den amerikanska versionen går under samma namn som den brittiska. I Sverige har enbart den amerikanska versionen sänds under samma titel, men även under "Par på prov USA" och Par på prov Amerika.
Programmet skapades av Stephen Lamber och hade premiär under 2003 i Storbritannien på Channel 4. Under 2004 började ABC sända en egen version. Under november 2009 meddelade, Channel 4 att de lägger ner programmet. De sista programmet i den kanalden sändes under december 2009.
Under första veckan får kvinnorna leva efter den nya familjens gamla regler men den andra veckan får hon skriva nya regler som måste följas. Konflikter bildas nästan alltid mellan kvinnan och den nya familjen eftersom produktionsbolaget ofta väljer ut familjer med olika synsätt och regler. Detta för att bytet ska ge så mycket som möjligt för båda familjerna och för att det ska bli så bra TV som möjligt.